# 2004年4月逝世人物列表
2004年逝世人物列表：1月 - 2月 - 3月 - 4月 - 5月 - 6月 - 7月 - 8月 - 9月 - 10月 - 11月 - 12月
2004年4月逝世人物列表，是用于汇总2004年4月期间逝世人物的列表。

## 依日期排序

### 1日
- 保羅·阿特金森（Paul Atkinson），58歲，英國吉他手，腎衰竭。
- 亞倫·班克（Aaron Bank），101歲，美國陸軍軍官，“特種部隊之父”。[1]
- Rıza Doğan，73歲，土耳其摔跤手和奧運會銀牌得主。[2]
- 恩里克·格勞（Enrique Grau），83歲，哥倫比亞畫家和雕塑家。[3]
- 雅尼斯·基拉斯塔斯（Yannis Kyrastas），51歲，希臘足球運動員和足球經理，敗血症。
- 中谷一郎，73歲，日本演員和seiyū。
- Sándor Reisenbüchler，69歲，匈牙利動畫電影導演和平面藝術家。[4]
- 米科拉·魯登科（Mykola Rudenko），83歲，烏克蘭詩人和人權活動家。[5]
- 雅克·塞勒（Jacques Seiler），76歲，法國演員和戲劇導演，癌症。[6]
- 查理斯·聖克雷爾，第17代辛克萊勛爵，89歲，英國貴族和朝臣。
- Carrie Snodgress，58歲，美國女演員（《瘋狂主婦日記》《蒼白騎士》《墨菲定律》），腎衰竭。[7]
- 古爾查蘭·辛格·托赫拉（Gurcharan Singh Tohra），79歲，印度錫克教領袖，心臟病發作。

### 2日
- 揚尼斯·阿吉裡斯（IoannisArgyris），90歲，希臘計算機科學家。
- 艾倫·利維（Alan Levy），72歲，美國作家。[8]
- 白水隆，86歲，日本昆蟲學家。
- Chaïbia Talal，75歲，摩洛哥畫家，心臟病發作。
- 約翰·塔拉斯，84歲，美國芭蕾舞大師和編舞家。[9]

### 3日
- 約翰·戴蒙德，戴蒙德男爵，96歲，英國生活同齡人。[10]
- 加布里埃拉·費里（Gabriella Ferri），62歲，義大利歌手，自殺。
- 愛德華·林克斯（Eduard Linkers），91歲，奧地利演員。[11]
- Nagaraja Rao，89-90，印度板球裁判。[12]
- 菲力浦·洛克（Phillip Rock），76歲，美國演員、編劇（《最危險的人》）和小說家（《傳遞的鐘聲》三部曲）。[13]

### 4日
- 吉托·巴羅伊（Gito Baloi），39歲，南非音樂家，凶殺案。
- 喬治·班貝格（George Bamberger），80歲，美國棒球運動員和經理，癌症。[14]
- 尼基塔·博戈斯洛夫斯基（Nikita Bogoslovsky），90歲，蘇聯和俄羅斯作曲家，指揮家和作家。
- Danuta Czech，82歲，波蘭大屠殺歷史學家。
- Sukhen Das，65歲，印度演員、導演和孟加拉電影編劇。
- Gébé，74歲，法國漫畫家。[15]
- 拉爾夫·肯普倫（Ralph Kemplen），91歲，英國電影剪輯師（《豺狼之日》、《非洲女王》、《黑水晶》）。[16]
- 皮埃爾·柯尼希（Pierre Koenig），78歲，美國建築師和學者。[17]
- 鮑裡斯·列維坦（Boris Levitan），89歲，俄羅斯數學家。[18]
- 詹姆斯·馬丁（James J. Martin），87歲，美國歷史學家和大屠殺否認者。[19]
- 波格丹·諾爾契奇，50歲，南斯拉夫奧運會跳臺滑雪運動員（1976年和1980年冬奧會標準臺滑雪和大跳臺滑雪）。[20]
- Albéric Schotte，84歲，比利時公路賽車手。[21]
- 阿爾文·威廉姆斯（Alwyn Williams），82歲，英國地質學家。[22]
- 羅恩·威廉姆斯（Ron Williams），59歲，美國籃球運動員，心臟病發作。[23]
- 奧斯丁·威利斯（Austin Willis），87歲，加拿大演員和電視節目主持人。[24]

### 5日
- 以撒·卡拉斯科（Isaac Carrasco），75歲，智利足球運動員。
- Fernand Goyvaerts，65歲，比利時足球運動員，腦溢血。[25]
- 拉爾夫·蘭道（Ralph Landau），87歲，美國化學工程師和企業家。
- 拉裡·麥格魯（Larry McGrew），46歲，美國橄欖球運動員，心臟病發作。[26]
- 蓬佩奧·波薩爾（Pompeo Posar），83歲，美國《花花公子》雜誌特約攝影師。
- 斯瓦沃米爾·拉維茨（Sławomir Rawicz），88歲，波蘭陸軍中尉，被內務人民委員部監禁，據稱是逃犯（《長途跋涉：自由跋涉的真實故事》）。[27]
- 弗雷德·溫特（Fred Winter），77歲，英國賽馬訓練師和騎師。
- Heiner Zieschang，67歲，德國數學家。

### 6日
- Lou Berberet，74歲，美國職業棒球大聯盟棒球運動員。[28]
- 拉裡薩·博戈拉茲（Larisa Bogoraz），74歲，俄羅斯持不同政見者和人權活動家，中風。[29]
- 葛籣·考恩（Glenn Cowan），51歲，美國乒乓球運動員，心臟病發作。
- 肯·詹森（Ken Johnson），81歲，美國棒球運動員（聖路易斯紅雀隊、費城費城人隊、底特律老虎隊）。[30]
- 亞歷山大·勒納（Alexander Lerner），90歲，蘇聯和烏克蘭科學家和拒絕者。[31]
- Niki Sullivan，66歲，美國搖滾吉他手，心臟病發作。

### 7日
- 維克多·阿爾戈（Victor Argo），69歲，美國演員（紐約之王，計程車司機，壞中尉），肺癌併發症。[32]
- 沃爾夫岡·馬特豪爾（Wolfgang Mattheuer），77歲，德國畫家，平面藝術家和雕塑家，心力衰竭。[33]
- 瑪麗安·麥卡卡爾（Marian McCargo），72歲，美國女演員和網球冠軍，胰腺癌。
- Kelucharan Mohapatra，77歲，印度古典舞者和大師。[34]
- 莫琳·波特（Maureen Potter），79歲，愛爾蘭女演員、歌手、舞蹈家和喜劇演員。[35]
- 羅伯特·桑斯特（Robert Sangster），67歲，英國賽馬擁有者，胰腺癌。[36]
- 彼得·厄本（Peter Urban），69歲，美國武術家。

### 8日
- 沙菲克·阿布德（Shafic Abboud），77歲，黎巴嫩畫家。[37]
- 赫伯·安德列斯（Herb Andress），69歲，奧地利影視演員，膀胱癌。[38]
- 阿德里安·比爾斯（Adrian Beers），88歲，英國低音提琴演奏家。[39]
- 貝酋長，90歲，美國爵士打擊樂手和非洲民俗學家，胃癌。[40]
- 恩達·科勒蘭（Enda Colleran），61歲，愛爾蘭蓋爾足球運動員和經理。
- 露絲·塔布拉（Ruth Tabrah），83歲，美國作家，被任命為佛教牧師。

### 9日
- 萊莉亞·阿布拉莫（Lélia Abramo），93歲，巴西女演員和政治活動家，政治家，肺栓塞。
- 哈裡·巴比特（Harry Babbitt），90歲，美國歌手。[41]
- 唐娜·蜜雪兒（Donna Michelle），58歲，美國模特，女演員和攝影師，心臟病發作。
- 朱利葉斯·桑（Julius Sang），55歲，肯亞奧運選手（1968年夏季奧運會，1972年夏季奧運會：金牌，銅牌）。[42]
- Jiří Weiss，91歲，捷克電影導演、編劇、作家和劇作家。[43]

### 10日
- Paul-Louis Boutié，93歲，法國藝術總監。
- 贝蒂尔·约兰松，85歲，瑞典賽艇舵手和奧運會銀牌得主。[44]
- Jacek Kaczmarski，47歲，波蘭詩人和歌手，團結工會的吟遊詩人，喉癌。[45]
- 本·皮姆洛特（Ben Pimlott），58歲，英國歷史學家，白血病。
- Roland Rainer，93歲，奧地利建築師。[46]
- Sakıp Sabancı，71歲，土耳其商人，腎癌。[47]
- Odd Wang Sørensen，81歲，挪威奧運足球運動員（1952年夏季奧運會男子足球運動員）。[48]

### 11日
- 斯坦·達林（Stan Darling），92歲，加拿大政治家。
- Hy Gotkin，81歲，美國籃球運動員。[49]
- Paul Hamburger，83歲，英國鋼琴家、伴奏家、室內樂演奏家和學者。[50]
- 馬馬杜·阿利烏·凱塔，52歲，幾內亞足球運動員，心臟驟停。

### 12日
- 諾曼·坎貝爾（Norman Campbell），80歲，加拿大作曲家，電視製片人和導演，中風。
- 羅伯特·理查森（Robert Richardson），76歲，加拿大奧運高山滑雪運動員（1952年冬奧會男子滑降、男子大迴轉、男子迴轉）。[51]
- 弗蘭克·蘇厄德（Frank Seward），83歲，美國棒球運動員（紐約巨人隊）。[52]
- Juanito Valderrama，87歲，西班牙民謠和弗拉門戈歌手。[53]
- 韋斯利·韋爾（Wesley Wehr），74歲，美國古生物學家和藝術家。[54]
- 喬治·懷特黑德（George W. Whitehead），85歲，美國數學家。[55]

### 13日
- 裡奇·科德爾（Ritchie Cordell），61歲，美國詞曲作者，歌手和唱片製作人，胰腺癌。
- Dadamaino，73歲，義大利視覺藝術家和畫家。
- 希爾達·費內莫爾（Hilda Fenemore），89歲，英國女演員。
- 大衛·福勒（David Fowler），66歲，英國數學家。[56]
- Csaba Horváth，74歲，匈牙利裔美國化學工程師和科學家。[57]
- 卡隆·基廷（Caron Keating），41歲，英國電視節目主持人，乳腺癌患者。[58]
- Aarne Saarinen，90歲，芬蘭政治家和工會領袖。

### 14日
- Micheline Charest，51歲，英國電視製片人，整形手術后併發症。[59]
- 安東尼奧·科巴斯（Antonio Cobas），52歲，西班牙大獎賽摩托車設計師和機械師，癌症。
- 埃裡克·庫爾德·詹森（Erik Kuld Jensen），78歲，丹麥足球運動員。
- Robin Popplestone，65歲，英國軟體設計師，人工智慧和機器人技術的先驅，前列腺癌。[60]
- 法布里齊奧·誇特羅基（Fabrizio Quattrocchi），35歲，義大利安全官員，在伊拉克被伊斯蘭武裝分子殺害。[61]

### 15日
- Ray Condo，53歲，加拿大搖滾歌手、薩克斯手和吉他手，心臟病發作。
- 瑪麗亞·鄧尼斯（MaríaDenis），87歲，阿根廷裔義大利電影女演員。[62]
- 菲利斯·狄龍（Phyllis Dillon），59歲，牙買加搖滾和雷鬼歌手，癌症。[63]
- Hans Gmür，77歲，瑞士戲劇導演、作曲家和製片人。
- 橫山光輝，69歲，日本漫畫家，意外死亡。[64]

### 16日
- 阿布·瓦利德，沙烏地阿拉伯恐怖分子，被俄羅斯聯邦部隊擊斃。[65]
- 卡洛斯·卡斯塔尼奧（Carlos Castaño），38歲，哥倫比亞叛軍領導人，被哥倫比亞革命武裝力量遊擊隊殺害。
- 努爾·達利（Nour El-Dali），75歲，埃及足球運動員。[66]
- 威爾莫特·赫斯（Wilmot N. Hess），77歲，美國物理學家，白血病。
- Harry Mayerovitch，94歲，加拿大建築師、藝術家、插畫家和作家。[67]
- Jan Szczepański，90歲，波蘭社會學家和政治家。

### 17日
- 阿卜杜勒-阿齐兹·兰提西（Abdel Aziz al-Rantisi），56歲，巴勒斯坦哈馬斯領導人，被以色列定點殺害。[68]
- 布魯斯·博阿（Bruce Boa），73歲，加拿大裔英國演員（《帝國反擊戰》《章魚》《全金屬夾克》），癌症。
- 安克·哈特納格爾，62歲，德國政治家，德國聯邦議院議員（1998-2004）。[69]
- 傑蘭特·豪威爾斯（Geraint Howells），79歲，威爾士政治家。
- 小喬·甘迺迪（Joe Kennedy， Jr.），80歲，美國爵士小提琴家。[70]
- 吉姆·利貢（Jim Ligon），60歲，美國籃球運動員。[71]
- 厄爾·米納（Earl Miner），77歲，普林斯頓大學美國教授。[72]
- Soundarya，31歲，印度電影女演員，飛機失事。
- 鮑比·瓦瓦克（Bobby Wawak），64歲，美國NASCAR賽車手。

### 18日
- 大衛·克拉克（David Clarke），95歲，美國百老匯和電影演員。[73]
- Gürdal Duyar，68歲，土耳其雕塑家。
- 布萊斯·亨特（Brice Hunter），29歲，美國橄欖球運動員，射門。[74]
- Kamisese Mara，83歲，斐濟政治家，總理兼總統，中風。[75]
- 野坂浩贤，79歲，日本政治家。
- 弗朗西斯·拉弗蒂（Frances Rafferty），81歲，美國女演員、舞蹈家和模特。[76]
- 維爾納·舒馬赫（Werner Schumacher），82歲，德國演員。

### 19日
- 蒂姆·伯斯托爾（Tim Burstall），76歲，澳大利亞電影導演和製片人，中風。[77]
- 吉姆·坎塔卢波（Jim Cantalupo），60歲，美國商人，麥當勞首席執行官，心臟病發作。[78]
- 喬治·哈德威克（George Hardwick），84歲，英格蘭足球運動員，經理和教練。[79]
- Volodymyr Kaplychnyi，60歲，烏克蘭足球運動員。
- 菲力浦·洛克（Philip Locke），76歲，英國演員。[80]
- 諾裡斯·麥克惠特（Norris McWhirter），78歲，英國作家，政治活動家和吉尼斯世界紀錄的創始人，心臟病發作。[81]
- 弗蘭克·莫裡森（Frank B. Morrison），98歲，美國政治家，內布拉斯加州州長。
- Sam Nahem，88歲，美國棒球運動員（布魯克林道奇隊、聖路易斯紅雀隊、費城費城人隊）。[82]
- 羅尼·辛普森（Ronnie Simpson），73歲，蘇格蘭足球運動員和經理，心臟病發作。[83]
- 约翰·梅纳德·史密斯（John Maynard Smith），84歲，英國生物學家，肺癌。[84]
- 沃爾夫岡·昂格爾（Wolfgang Unger），55歲，德國指揮家，癌症。

### 20日
- Lizzy Mercier Descloux，47歲，法國音樂家、女演員、作家和畫家，癌症。[85]
- Komal Kothari，75歲，印度民俗學家和民族音樂學家。
- 瑪麗·麥格羅里（Mary McGrory），85歲，美國記者和專欄作家。[86]
- 阿卜杜拉·沙阿（Abdullah Shah），59歲，阿富汗連環殺手，被處決。
- 艾爾·斯蒂勒，80歲，美國奧運自行車運動員（1948年夏季奧運會男子雙人自行車和男子團體追逐自行車）。[87]

### 21日
- 愛德華·阿薩多夫，80歲，俄羅斯詩人和作家。
- 藤田田，78歲，日本麥當勞創始人，心力衰竭。
- 卡爾·哈斯（Karl Hass），91歲，德國黨衛軍軍官，被定罪的戰犯。
- 約翰·柯克林（John W. Kirklin），87歲，美國心胸外科醫生，他改進了約翰·吉本（John Gibbon）的心肺搭橋機。[88]
- 瑪麗·塞爾韋（Mary Selway），68歲，英國選角導演（《奪寶奇兵》、《絕地歸來》、《戈斯福德公園》），癌症。[89]
- 圖伊·聖喬治·塔克（Tui St. George Tucker），79歲，美國現代主義作曲家和指揮家。[90]
- 彼得·班德·范·杜倫（Peter Bander van Duren），73歲，英國紋章和騎士勳章作家。
- Sunčana Škrinjarić，72歲，克羅埃西亞作家、詩人和記者。

### 22日
- 薩利姆·阿赫塔爾（Saleem Akhtar），73歲，巴基斯坦板球運動員。[91]
- Franco Delli Colli，75歲，義大利電影攝影師，肺栓塞。
- 阿特·德夫林（Art Devlin），81歲，美國跳臺滑雪運動員，腦癌。[92]
- 22歲的美國海軍陸戰隊員傑森·鄧納姆（Jason Dunham）用自己的身體保護其他人免受手榴彈爆炸的傷害，並在行動中喪生。
- 薩米·哈達維（Sami Hadawi），100歲，巴勒斯坦學者和作家。[93]
- 派特·蒂爾曼（Pat Tillman），27歲，美國橄欖球運動員（亞利桑那紅雀隊）和陸軍遊騎兵，在行動中被友軍火力擊斃。[94]

### 23日
- 曼努埃爾·阿爾卡爾德（Manuel Alcalde），47歲，西班牙奧運競走運動員。[95]
- Marie-Émile Boismard，87歲，法國聖經學者。[96]
- 索爾·昂加羅，87歲，阿根廷足球運動員。
- 彼得·普雷斯科特（Peter S. Prescott），68歲，美國作家和書評人，肝病。[97]
- 羅斯·拉特利奇（Ross Rutledge），41歲，加拿大曲棍球運動員和奧運選手，癌症。[98]

### 24日
- 貝蒂·克萊（Betty Clay），87歲，英國球探，羅伯特·巴登·鮑威爾（Robert Baden-Powell）的女兒。
- 何塞·喬瓦尼（José Giovanni），80歲，法國作家和電影製片人，腦溢血。[99]
- Feridun Karakaya，76歲，土耳其演員，心臟病發作。
- Lia Laats，78歲，愛沙尼亞舞台和電影女演員。
- 雅诗·兰黛，97歲，美國女商人，化妝品先驅，心臟病發作。[100]
- 威利·沃森（Willie Watson），84歲，英國板球運動員。[101]
- 德斯·沃倫（Des Warren），66歲，英國工會會員。[102]

### 25日
- Alphonzo E. Bell， Jr.，89歲，美國政治家，肺炎。[103]
- Dooland Buultjens，70歲，斯裡蘭卡板球裁判。[104]
- 湯姆·岡恩（Thom Gunn），74歲，英國詩人。[105]
- 埃迪·霍普金森（Eddie Hopkinson），68歲，英格蘭足球守門員。[106]
- Shota Kveliashvili，66歲，喬治亞射擊運動員，奧運會銀牌得主。[107]
- 卡爾·梅勒斯（Carl Melles），77歲，奧地利管弦樂指揮。
- 三塚博，76歲，日本政治家。
- 阿爾伯特·保爾森（Albert Paulsen），78歲，厄瓜多裔美國演員。
- 雅克·魯克塞爾（Jacques Rouxel），73歲，法國電影動畫師。[108]
- 席德·沃森（Sid Watson），71歲，美式橄欖球運動員和冰球教練，心臟病發作。[109]
- 克勞德·威廉姆斯（Claude Williams），96歲，美國爵士音樂家。[110]

### 26日
- 库尔特·多辛（Kurt Dossin），91歲，德國手球運動員和奧運冠軍。[111]
- 蘭格爾·格羅夫斯基，45歲，保加利亞摔跤手，奧運會銀牌得主。[112]
- 保羅·哈蘇勒（Paul Hasule），44歲，烏干達足球運動員。[113]
- 羅伯特·克拉克·鐘斯，87歲，美國物理學家。
- Lee Loevinger，91歲，美國法學家和律師，心臟病併發症。[114]
- 岡瑟·羅森伯格（Gunther E. Rothenberg），80歲，德裔美國歷史學家。
- 休伯·塞爾比（Hubert Selby Jr.），75歲，美國作家，《布魯克林的最後出口》的作者，肺栓塞。[115]
- Hasse Thomsén，62歲，瑞典重量級拳擊手和奧運獎牌得主。[116]

### 27日
- 格裡森·阿切爾（Gleason Archer），87歲，美國神學家。
- 大衛·詹金森（David Jenkinson），69歲，英國鐵路建模師和歷史學家。
- 亞歷克斯·倫道夫（Alex Randolph），81歲，美國棋盤遊戲設計師（TwixT，Enchanted Forest，Inkognito，Ricochet Robot）。[117]
- 亞歷杭德羅·烏略亞（Alejandro Ulloa），93歲，西班牙演員。[118]
- 羅伊·沃爾福德（Roy Walford），79歲，美國營養師和作家。
- 勞埃德·惠特（Lloyd F. Wheat），81歲，美國律師和政治家。

### 28日
- 派翠克·貝豪特（Patrick Berhault），46歲，法國攀岩者和登山者，攀岩事故。[119]
- 傑里米·布萊克（Jeremy Black），52歲，英國亞述學家。[120]
- Jean Devaivre，91歲，法國電影導演和編劇。
- 伊莉莎白·費舍爾（Elizabeth Fisher），93歲，加拿大奧運花樣滑冰運動員。[121]
- 弗洛德·吉貝爾（Floyd Giebell），94歲，美國棒球運動員（底特律老虎隊）。[122]
- Kifle Wodajo，67歲，衣索比亞政治家和外交官。

### 29日
- 加埃塔諾·巴達拉門蒂，80歲，義大利西西裡黑手黨成員，心臟病發作。
- 亞歷山大·博文，73歲，蘇聯和俄羅斯記者，政治學家和外交官。[123]
- 約翰·亨尼克-梅傑，第八代亨尼克男爵，88歲，英國外交官和貴族。[124]
- 尼克·華金（Nick Joaquin），86歲，菲律賓作家和國家藝術家。[125]
- David S. Sheridan，95歲，美國一次性塑膠氣管插管的發明者。[126]
- 席德·史密斯（Sid Smith），78歲，加拿大冰球運動員（多倫多楓葉隊）。[127]
- 斯蒂格·辛納葛籣（Stig Synnergren），89歲，瑞典陸軍軍官。

### 30日
- 希瑟·布裡斯托克（Heather Brigstocke），布裡格斯托克男爵夫人，74歲，英國教育家和生活同齡人。[128]
- 傑夫·巴特菲爾德（Jeff Butterfield），74歲，英國橄欖球運動員。
- 約瑟夫·卡爾曼（Joseph Cullman），92歲，美國商人，菲力浦莫裡斯公司首席執行官。[129]
- Kioumars Saberi Foumani，（又名 Gol-Agha），62歲，伊朗諷刺作家，癌症。
- 傑弗里·艾倫·格雷（Jeffrey Alan Gray），69歲，英國精神病學家，前列腺癌。
- 弗雷德里克·卡爾（Frederick Karl），77歲，美國文學傳記作家。
- 喬治·拉格朗日（Georges Lagrange），75歲，法國世界語作家。
- Åke Lindemalm，94歲，瑞典海軍軍官。
- 伊芙琳·梅斯（Evelyn Mase），81歲，南非護士，納爾遜·曼德拉（Nelson Mandela）的第一任妻子。[130]
- Boris Piergamienszczikow，55歲，俄羅斯大提琴家。[131]
- 卡齊米日·普拉特，89歲，波蘭國際象棋大師，三屆波蘭國際象棋冠軍（1949年、1956年、1957年）。[132]
- Adolph Verschueren，81歲，比利時公路自行車手。